# 대추멍게과
대추멍게과(Ascidiidae)는 편새해초목에 속하는 피낭동물과의 하나이다. 일부 종은 바나듐을 함유하고 있다.

## 하위 속
5개 속으로 이루어져 있다.
- 대추멍게속 (Ascidia) Linnaeus, 1767 - 거친대추멍게(A. aspersa), 갈래대추멍게(A. sydneiensis), 혹대추멍게(A. gemmata), 자라대추멍게(A. zara) 포함.
- Ascidiella Roule, 1884
- Fimbrora Monniot & Monniot, 1991
- Phallusia Savigny, 1816
- Psammascidia Monniot, 1962 - 유일종 P. teissieri